# Wayman Carver
Wayman Carver (Portsmouth, Virginia, 25 de diciembre de 1905 - Atlanta, 6 de mayo de 1967)  fue un flautista de jazz y tocador de lengüetas estadounidense. 
Fue un flautista de jazz poco común activo durante la era del swing y estuvo entre los primeros solistas de su instrumento principal en tocar jazz, aunque Alberto Socarras lo precedió unos cinco años. Su primera experiencia profesional fue con J. Neal Montgomery.  Después de mudarse a la ciudad de Nueva York en 1931, grabó y actuó con Dave Nelson y tocó con Elmer Snowden (1931–32), Benny Carter y Spike Hughes (1933). 
De 1934 a 1939 tocó con Chick Webb tanto en el saxofón como en la flauta.  Después de la muerte de Webb, continuó en la orquesta durante su período de liderazgo bajo Ella Fitzgerald hasta 1941.  Tras abandonar la escena del jazz, se convirtió en profesor de música en Clark College, donde enseñó a los saxofonistas George Adams y Marion Brown, entre otros. 